# 아키쓰정
아키쓰정(安芸津町)은 히로시마현 도요타군에 있던 정이다. 2005년 2월 7일 아키쓰정은 가모군 구로세정·고치정·도요사카정과 함께 히가시히로시마시에 편입합병되고 폐지되었다.

## 역사
- 1889년 4월 1일 - 시정촌제 시행으로 미쓰정, 하야타와라촌, 도요타군 기타니촌이 성립하였다.
- 1893년 4월 12일 - 미쓰촌이 정으로 승격해 미쓰정이 되었다.
- 1943년 1월 1일 - 미쓰정, 하야타와라촌, 도요타군 기타니촌이 대등합병해 아키쓰정이 성립하였다.
- 2005년 2월 7일 - 가모군 구로세정·고치정·도요사카정과 함께 히가시히로시마시에 편입되었다.

## 교통

### 철도
- 서일본 여객철도
  - 구레선

### 도로
- 국도 제185호선